# Storena semiflava
Storena semiflava är en spindelart som beskrevs av Simon 1893. Storena semiflava ingår i släktet Storena och familjen Zodariidae.
Artens utbredningsområde är Filippinerna. Inga underarter finns listade i Catalogue of Life.